# Joan de Wildeshausen
Joan de Wildeshausen   (Wildeshausen, c. 1180 - Estrasburg, 4 de novembre de 1252), ambé anomenat Johannes Teutonicus i Johannes von Wildeshausen, fou  un dominic, general de l'orde i bisbe de Bòsnia.

## Primera etapa de vida
Johannes, fill de família noble, nasqué al castell familiar de Wildeshausen, a Westfàlia, vers el 1180. S'educà allà durant la infantesa i de jove va marxar a Bolonya per cursar estudis a la seva universitat. En aquella ciutat italiana, cap a 1212 travà amistat amb Frederic II, futur emperador del Sacre Imperi Romanogermànic encara adolescent. Amistat que el portà a acompanyar Frederic de tornada a la seva cort. Probablement per no acabar d'encaixar en aquell ambient cortesà, retornà a Bolonya on s'interessà per la tasca de l'Orde dels Predicadors. Ingressà i professà en aquella orde de la mà del seu mateix fundador, Domènec de Guzmán, entre finals de 1219 o principis de 1220. Va ser enviat ben aviat a predicar, missió en la qual va excel·lir, per les terres del nord d'Itàlia, França, Alemanya i Àustria. Predicant en llatí, Itàlia i francès. Llengües que Joan dominava a més del seu alemany nadiu.
Finalment fixà la seva residència a Estrasburg. L'any 1224 el papa Honori IIII el va nomenar penitenciari papal i el va unir a la tasca de Conrad d'Urach, cardenal cistercenc i bisbe de Porto, de predicar per terres germàniques una croada per conquerir Terra Santa per la cristianitat. Temps de tard, el papa Gregori IX va enviar Joan de Wildeshausen de nou a Alemanya i amb la mateixa finalitat fent costat a Otó di Monferrato, cardenal i legat papal, ja que per sobre de les desavinences entre els diferents reialmes cristians, tots tenien un enemic comú en els sarraïns que amenaçaven tant Terra Santa com tota Europa. Però Johannes Teutonicus, al costat de la croada predicava un esperit de reforma i renovació per retornar a un cristianisme virtuós i la fidelitat dels clergues a la disciplina eclesiàstica.

## Bisbe i provincial
A la seva tornada a Roma, Joan va unir-se al seu amic i confrare dominicà Pau d'Hongria en l'establiment de l'orde dominicà a Hongria on fundaren una nova província de l'orde, tasca que ocupà Joan des del 1231 fins al 1233. Any en què a causa de la destitució del càrrec del titular per heretgia en seguir les doctrines de Bogomil, va ser nomenat el 1233 Bisbe de Bòsnia. Joan seguint l'esperit de pobresa de la seva Orde mendicant, recorreria la seva extensa diòcesi a peu, amb un ase amb els seus llibres i l'equipatge. La seva tasca pastoral estigué unida a la de la predicació i a una vida senzilla. Passat un temps i amb dificultats per a restaurar la vida diocesana demanà al papa Gregori IX poder renunciar a la mitra i el 1237 va retornar a la vida conventual d'Estrasburg. Però aquell mateix any el papa el nomenà enviat personal per negociar amb el príncep búlgar Asen II.
El 1238 el Capítol General de l'Orde dels dominics el nomenava com a prior provincial de Llombardia, càrrec en el qual va exercir fins al 1240. En una època difícil, ja que el seu amic l'emperador Frederic i el papa mantenien remarcables hostilitats a causa de reclamacions territorials. I la Llombardia formava part de la lliga que s'oposava a les aspiracions imperials. Fets que posaren a prova les qualitats diplomàtiques i negociadores de Joan de Wildeshausen, perquè els dominics eren declaradament fidels al pontífex romà.

## General de l'Orde dels Predicadors
El català Ramon de Penyafort va dimitir com a mestre general de l'Orde dominic l'any 1240. El capítol general aplegat a París, el 19 de maig de 1241, va elegir Joan el Teutó com a nou general. Possiblement, la seva hàbil gestió com a provincial en mig del conflicte que enfrontava la Santa Seu i l'Imperi el feien el candidat més adequat. Tot i les seves reticències, la insistència dels reunits el portaren a acceptar el nomenament.
La seva etapa de governança fou transcendent per als dominics. Com a expert en dret canònic i administració eclesiàstica, va proporcionar a l'orde una la sòlida estructura que esdevindria decisiva per a les dècades següents. Amb elements importants com ara la litúrgia i en la normativa i organització. Va aprofundir en els objectius de l'orde especialment en la predicació, el treball missioner i l'ensenyament. Trencant amb l'exclusivitat de Bolonya i París, també va reunir els Capítols Generals en altres ciutats. Durant el seu generalat, es va acabar el monopoli universitari parisenc per a la formació dels membres de l'Orde, i s'establiren cases d'estudi a altres ciutats com ara Montpeller, Bolonya, Colònia i Oxford. Amb Joan de Wildeshausen es culminà el període fundacional de l'orde.
Com a mestre general Joan el Teutó va presidir el seu dotzè i últim capítol a Bolonya el 1252. La nit del 4 al 5 de novembre de 1252 va morir al seu antic convent d'Estrasburg, situat actualment al boulevard de la Victoire, 41. Hi havia anat per ordre del papa Innocenci IV, després de la mort de Frederic II, acompanyant el legat pontifici i confrare seu el cardenal Hug de Saint Cher.